# Phidippus johnsoni
Phidippus johnsoni är en spindelart som först beskrevs av George William Peckham och Elizabeth Maria Gifford Peckham 1883.  Phidippus johnsoni ingår i släktet Phidippus och familjen hoppspindlar. Inga underarter finns listade i Catalogue of Life.